# Asterix at the Olympic Games
Asterix at the Olympic Games (рус. Астерикс на Олимпийских играх) — компьютерная игра, разработанная французской компанией Étranges Libellules и изданная компанией Atari в 2008 году. Создана по мотивам одноимённого фильма, который, в свою очередь, основан на одноимённом комиксе.

## Игровой процесс
Игра представляет собой 3D-платформер с элементами beat 'em up. Игровой процесс фактически идентичен таковому в Asterix & Obelix XXL и её сиквеле. Игрок, управляя Астериксом или Обеликсом (между ними можно переключаться, в зависимости от ситуации), исследует локации и решает различные головоломки. Помимо исследования, игрок будет сталкиваться с многочисленными римскими солдатами, которых нужно одолеть, исполняя цепочки ударов и используя окружение против в них, для дальнейшего продвижения по уровню. 
В игре есть возможность непосредственного участия в самих Олимпийских играх. Игроки могут метать копье и молот, участвовать в прыжках в длину, беге и других олимпийских соревнованиях. Помимо основного сюжетного режима, в игре имеется режим Antique, который даёт возможность сыграть в любое олимпийское событие.

## Сюжет игры
Полюбвикс отправился в Грецию признаваться в любви принцессе Ирине, но Салагас хочет поженить её на Бруте. Чтобы доказать своё достоинство, Полюбвикс решает участвовать в Олимпийских играх, но так как в играх могут участвовать только греки и римляне, ему было отказано, после чего он, опечаленный, отправился обратно домой.
Астерикс и Обеликс во время охоты на кабанов встретили реалистично выглядящего римского олимпийского спортсмена, который оставляет за собой странный чёрный электрический след. По возвращении в деревню они находят Паноромикса, который по неизвестным причинам был превращён в кусок бумаги со своим «живым» изображением в полный рост. После, их навестил Сэм Шиффер, который рассказал о своих наблюдениях в Олимпии. Туда приехал Брут, прихвативший у своего друга, злого колдуна Доктора Коновалуса, Ключ Измерений. Цель Брута — убить Цезаря и заполучить власть Рима в свои руки. Для этого, он использует ключ, чтобы собрать миллионную армию римлян из разных измерений, в том числе и из «реального» мира фильма. Из-за слишком частой эксплуатации ключа Брутом в мире появилось множество парадоксов, жертвой которых как раз стал Паноромикс. Галлы решили отправиться на Олимпийские игры, чтобы порадовать Полюбвикса, а заодно забрать ключ и остановить злые планы Брута.
Пройдя почти все состязания, Полюбвикс одолевает Брута в финальных гонках на лошадях и, тем самым, побеждает в играх и завоёвывает сердце Ирины. Обеликс, забыв о том, что Брута нужно поймать, случайно отправляет его в воздух. Однако, с помощью «теоремы перекида» Обеликса, галлы быстро находят Брута и по-хорошему просят отдать ключ. Брут, не желая сдаваться, натравляет свою армию на галлов, которые быстро с ней расправляются. Брут, признав поражение, отдаёт ключ, а Астерикс уже сам отправляет его в долгий полёт. Галлы отмечают свою очередную победу пиром.

## Разработка и выход
Игра была официально анонсирована издателем Atari 19 июля 2007 года. Разработчиком игры выступила студия Étranges Libellules, ранее разработавшая  игры Asterix & Obelix XXL и XXL 2.  Вместе с анонсом, издатель заявил, что для игры будут сняты новые живые сцены с участием тех же актёров, которые исполнили свои роли в фильме. Игра вышла 9 ноября 2007 года (за два с половиной месяца до мировой премьеры фильма) в европейских странах на платформы PlayStation 2, Nintendo Wii, Nintendo DS и компьютеры под управлением Windows. На консоль Xbox 360 игра вышла летом 2008 года.

## Отзывы
Игра получила смешанные отзывы после выхода.
| Иноязычные издания    | Иноязычные издания |
| Издание               | Оценка             |
| --------------------- | ------------------ |
| GamesRadar+           | [ 7 ]              |
| Nintendo Life         | 7/10               |
| Русскоязычные издания |                    |
| Издание               | Оценка             |
| Absolute Games        | 69%                |
| «Игромания»           | 6.0                |